# Wola Łącka
Wola Łącka [pronunciación en polaco: /ˈvɔla ˈwɔnt͡ska/] es un pueblo ubicado en el distrito administrativo de Gmina Łąck, dentro del condado de Płock, Voivodato de Mazovia, en el centro de Polonia. Se encuentra a unos 3 kilómetros suroeste de Łąck, a 14 kilómetros al suroeste de Płock, y a 100 kilómetros al oeste de Varsovia.

## Historia
A fines del siglo XIX, el pueblo tenía una población de 135 habitantes.
Durante la ocupación alemana (Segunda Guerra Mundial), el 1 de diciembre de 1939, los alemanes llevaron a cabo una masacre de 22 polacos del cercano pueblo de Gostynin en el bosque local, como parte de la Intelligenzaktion. Entre las víctimas se encontraban el alcalde Michał Jarmoliński, el miembro del parlamento polaco, Andrzej Czapski, los jefes de policía y bomberos de la ciudad, maestros y sacerdotes.